# Franco Di Santo
Franco Di Santo, född 7 april 1989 i Mendoza, är en argentinsk fotbollsspelare som spelar för Independiente Rivadavia.

## Karriär
Di Santo kom till den engelska klubben Chelsea från chilenska Audax Italiano i januari 2008 för tre miljoner pund. Di Santo gjorde sin debut i A-laget i träningsmatchen mot Guangzhou den 23 juli 2008 och kom dessutom med i målprotokollet. Han hade dock svårt att ta en plats i startelvan och lånades säsongen 2009–2010 ut till Blackburn. På 22 ligamatcher med Blackburn gjorde han ett mål. 
I augusti 2010 värvades han av Wigan Athletic efter bara åtta ligamatcher med Chelsea. Wigan betalade två miljoner pund.
Hösten 2013 gick han över till SV Werder Bremen.
Den 10 juli 2021 återvände Di Santo till hemlandet Argentina och skrev på ett 2,5-årskontrakt med Primera División de Argentina-klubben San Lorenzo.